# Richard von Foregger (polityk)
Richard von Foregger zum Greiffenthurn (ur. 11 października 1842 w Celje, zm. 21 lipca 1916 w Wiedniu) – austriacki prawnik i polityk, wieloletni poseł do Rady Państwa.

## Życiorys
Był synem adwokata. Urodził się w Celje i tam ukończył gimnazjum. Studiował prawo na Uniwersytecie Ludwika i Maksymiliana w Monachium (1860–1861), Uniwersytecie w Grazu (1861–1864) i na Uniwersytecie Wiedeńskim (1864–1865), uzyskując na tej ostatniej uczelni stopień doktora praw.
W 1866 został koncypientem adwokackim, a od 1872 był adwokatem w Wiedniu.
Od 1873 do 1897 był posłem do Rady Państwa z III kurii z okręgu Celje. 18 lutego 1887 złożył rezygnację z mandatu posła z powodu rozłamu w Klubie Niemieckim, ale 26 kwietnia tego roku ponownie złożył ślubowanie i podjął obowiązki poselskie. Początkowo działał w ugrupowaniach liberalnych (reprezentując orientację młodoniemiecką), a następnie w klubach nacjonalistycznych.
Od 1910 był wydawcą pisma Deutsche Wacht w Celje. Był członkiem rad nadzorczych przedsiębiorstw elektryfikacyjnych. Od 1887 do 1910 był przewodniczącym związku niemieckich Styryjczyków w Wiedniu, a od 1889 zasiadal w radzie nadzorczej niemieckiego związku strzeleckiego „Südmark” w Grazu. 

## Rodzina
Ożenił się w 1870 z Elise von Etlinger, urodzoną i żyjącą w dzieciństwie w Odessie. Mieli córkę i dwóch synów, z których Richard (1872–1960) był znanym amerykańskim przedsiębiorcą chemikiem.